# Platyura occlusa
Platyura occlusa är en tvåvingeart som först beskrevs av Friedrich Hermann Loew 1869.  Platyura occlusa ingår i släktet Platyura och familjen platthornsmyggor.
Artens utbredningsområde är Tyskland. Inga underarter finns listade i Catalogue of Life.